# Letícia Colin
Letícia Colin (1989) è un'attrice, cantante e conduttrice televisiva brasiliana.

## Biografia
Ha iniziato la sua carriera come baby modella alla fine degli anni '90 in campagne pubblicitarie.
Il suo debutto come attrice in televisione è avvenuto all'età di 10 anni, nella serie Sandy & Júnior su TV Globo.
Ha condotto il programma per bambini TV Globinho tra il 2003 e il 2005.
Nel 2005 ha interpretato Marta nella novela Floribella, avendo tra l'altro modo di cantare Desde Que Te Vi, uno dei brani che fanno parte della colonna sonora. L'attrice è stata scritturata anche per il musical che ne è stato tratto (Floribella - O Musical), nel 2006. Questo è stato il primo in assoluto dei tanti musical a cui lei ha partecipato.
Nel 2007 è passata alla Record, dove ha lavorato nella telenovela Luz do Sol, impersonando per la prima volta una donna cattiva. Ha poi recitato in Chamas da Vida, telenovela dove ha svolto il ruolo di Vivi, un'adolescente che rimane incinta dopo una violenza sessuale e abortisce volontariamente. Per quest'interpretazione è stata candidata a diversi premi.
Ha ricevuto il plauso della critica per la sua interpretazione nel musical Hair (2010-11), che le è valsa la nomination come migliore attrice a importanti premi teatrali, tra cui l'APTR Award, il Cenym Award e il Prêmio Qualidade Brasil.
Ha recitato in vari film tra cui Bonitinha mas Ordinária, tratto dall'omonima opera teatrale di Nelson Rodrigues e caratterizzato da varie scene di nudità e sesso.
Ha partecipato a due videoclip del cantante Cícero Lins.
Nel 2013 è tornata a recitare nelle telenovelas di TV Globo, dove ha dato volto a personaggi difficili: una modella dislessica in Sete Vidas, una ragazza isterica in A Regra do Jogo, l'imperatrice Leopoldina del Brasile in Novo Mundo, una prostituta in Segundo Sol.
Nel 2021 ha impersonato una dottoressa che sviluppa una dipendenza da droghe pesanti nella serie tv Onde Está Meu Coração. Per questa sua interpretazione è stata candidata all'Emmy.

## Vita privata
È buddhista dal 2015; pratica yoga e pilates. 
È stata sposata con l'attore Michel Melamed dal 2016 al 2024, anno in cui si sono separati. Nel 2019 è nato l'unico figlio della coppia, Uri.